# Kupfer(II)-pyrophosphat
Kupfer(II)-pyrophosphat ist eine anorganische chemische Verbindung des Kupfers aus der Gruppe der Pyrophosphate.

## Gewinnung und Darstellung
Kupfer(II)-pyrophosphat kann durch Reaktion von Kupfer(II)-oxid mit Diammoniumhydrogenphosphat gewonnen werden, wobei je nach Reaktionsbedingungen auch Kupfer(II)-phosphat Cu3(PO4)2 oder Kupfer(II)-metaphosphat Cu(PO3)2 entstehen.
{\displaystyle {\ce {2CuO + 2(NH4)2HPO4 -> Cu2P2O7 + 4NH3 + 3H2O}}}
Ebenfalls möglich ist die Synthese durch Reaktion von Kupfer(II)-oxid mit Borphosphat bei 900 °C oder Kupfer(II)-phosphat bei 750 °C.
{\displaystyle {\ce {2CuO + 2BPO4 -> Cu2P2O7 + B2O3}}}
{\displaystyle {\ce {CuO + Cu(PO3)2 -> Cu2P2O7}}}

## Eigenschaften
Kupfer(II)-pyrophosphat ist ein hellblauer Feststoff mit charakteristischem Geruch, der praktisch unlöslich in Wasser ist.
Von Kupfer(II)-pyrophosphat sind zwei monoklinen Kristallstrukturen bekannt. Dabei weisen Eigenschaftsänderungen in der Nähe des Übergangs von der α-Phase mit der Raumgruppe C2/c (Raumgruppen-Nr. 15) zur β-Phase mit der Raumgruppe C2/m (Raumgruppen-Nr. 12) auf das Vorhandensein einer weiteren Zwischenphase im Temperaturbereich 347–363 K hin.

## Verwendung
Kupfer(II)-pyrophosphat kann zur Metalloberflächenbehandlung und zum galvanischen Verkupfern verwendet werden.